# Пийтсиёки
Пийтсиёки (карел. Piičjogi, фин. Piitsijoki) — посёлок и железнодорожная станция на линии Янисъярви — Суоярви I (388,7 км) в Суоярвском районе Карелии, административно относится к Лоймольскому сельскому поселению.

## Общие сведения
Посёлок расположен в 13 км к западу по автодороге от города Суоярви, на северном берегу озера Питсойнъярви. Через посёлок проходит трасса А131 Питкяранта — Суоярви.
В переводе с финского языка «Пийтсиёки» означает «Кружевная река».
В прошлом здесь располагался крупный лесозаготовительный пункт.
В посёлке есть школа, магазины, библиотека, клуб. С 2006 года действует карьер и завод по производству щебня.
Сохраняется памятник истории — братская могила советских воинов, погибших в годы Советско-финской войны (1939—1940) и Советско-финской войны (1941—1944).
Вблизи посёлка расположен историко-мемориальный комплекс «Колласъярви», посвящённый павшим в советско-финских войнах 1939—1940 и 1941—1944 годов советским и финским воинам.
Уличная сеть
состоит из 21 географических объекта:
38 Комсомольцев ул.,  Болотная ул.,  Гагарина ул.,  Красная ул.,  Красный пер.,  Лесная ул.,  Молодёжная ул.,  Набережная ул.,  Новая ул.,  Октябрьская ул.,  Первомайская ул.,  Пионерская ул.,  Приозёрная ул.,  Северная ул.,  Советская ул.,  Студенческая ул.,  Суоярвское ш.,  Трудовая ул.,  Центральная ул.,  Школьная ул.,  Школьный пер.,  Шоссейная ул.

## Население
Численность населения в 1989 году составляла 1121 чел.
| 2002 | 2009 | 2010 | 2013 |
| ---- | ---- | ---- | ---- |
| 966  | ↘844 | ↘668 | ↘620 |

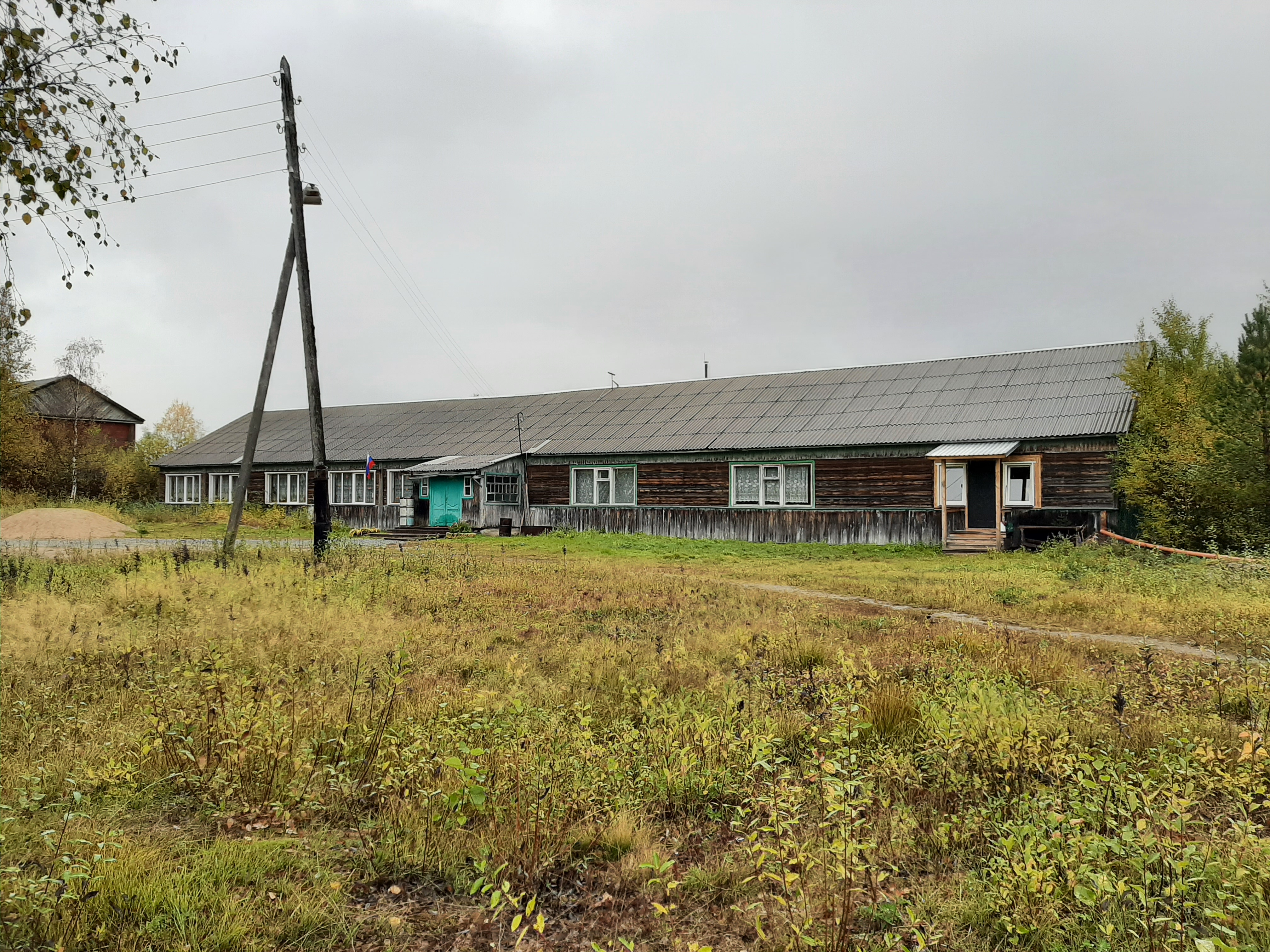
Школа
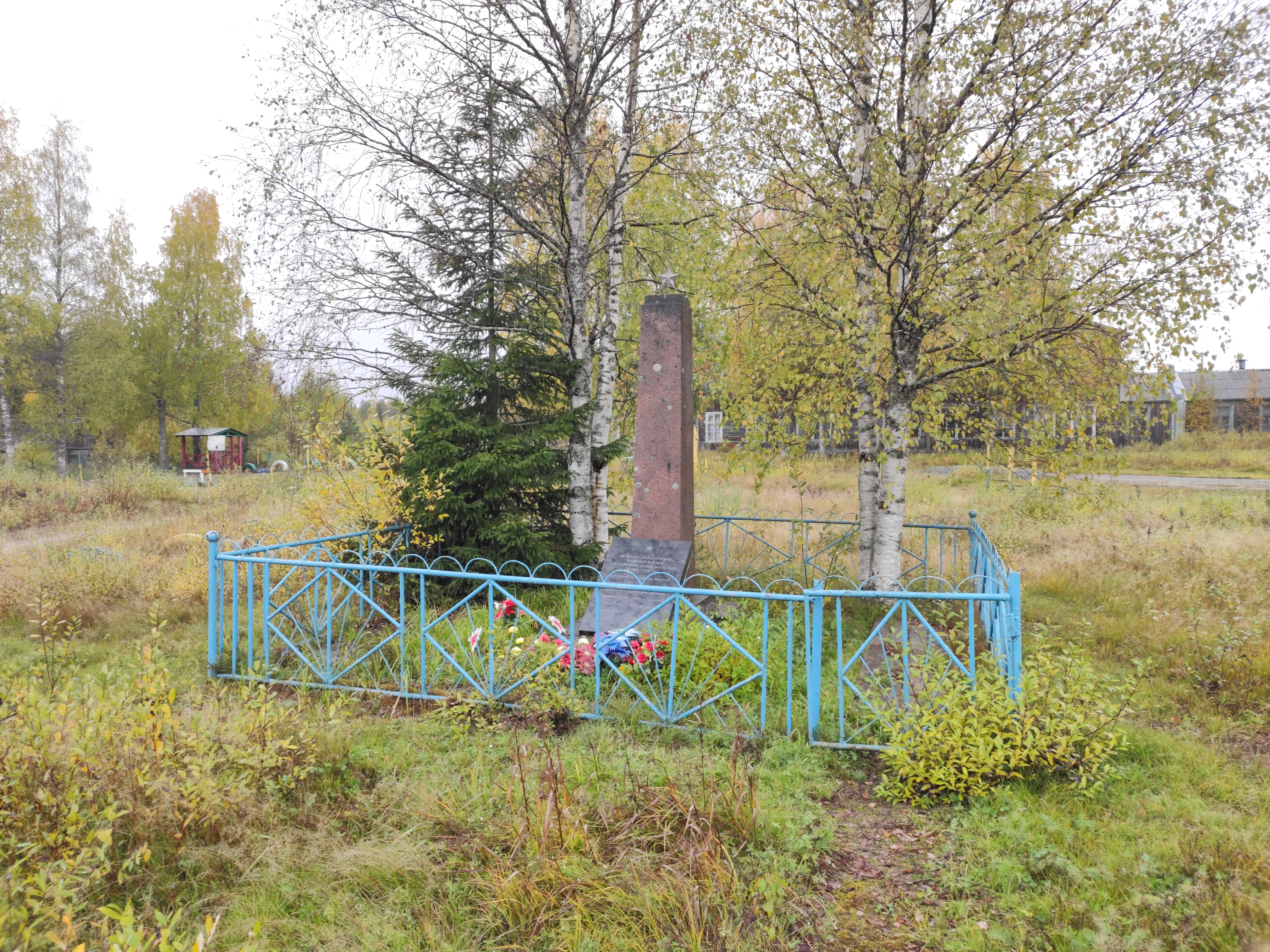
Братская могила
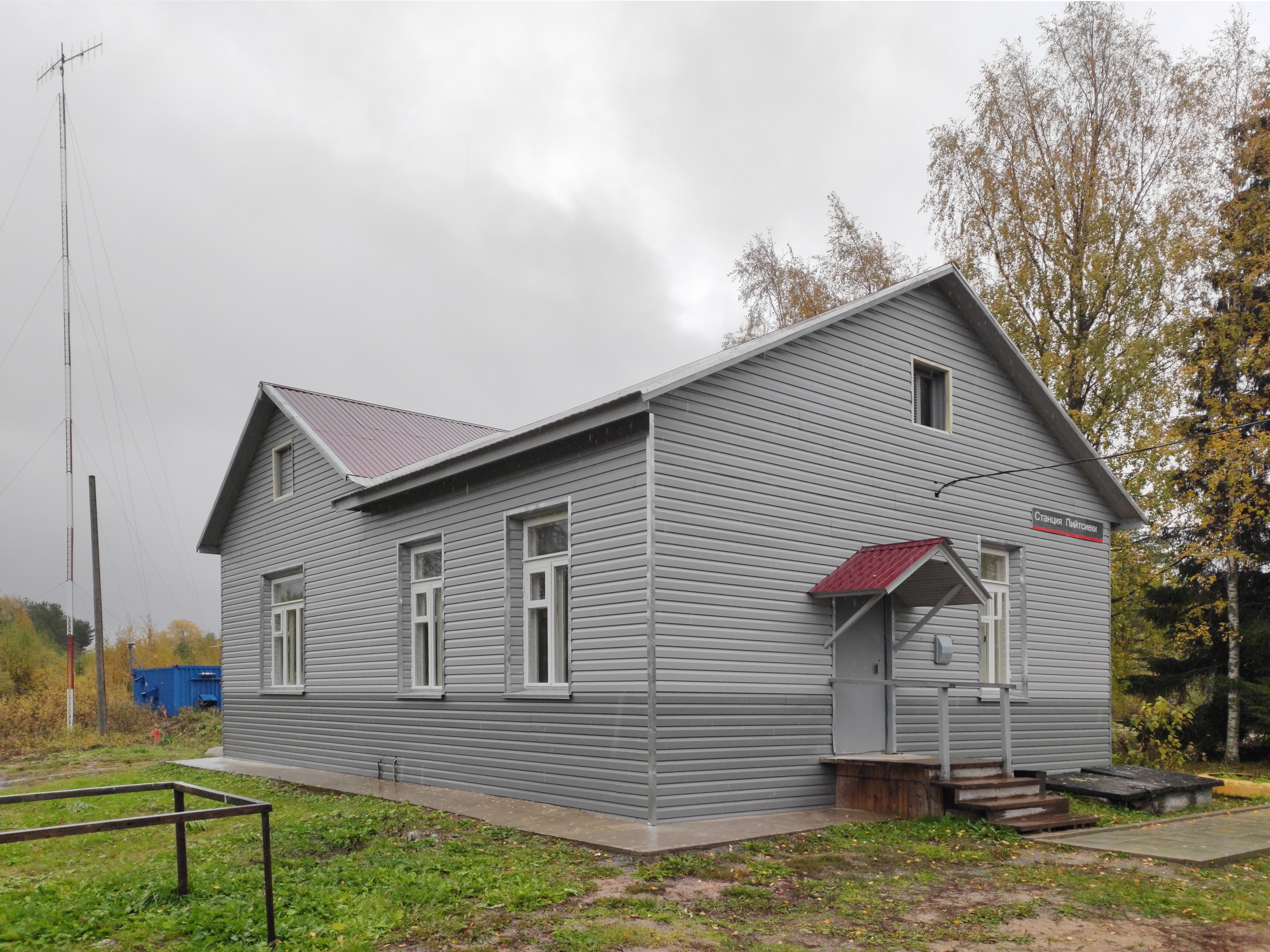
Железнодорожная станция